# .ng
.ng ist die länderspezifische Top-Level-Domain von Nigeria. Sie wurde am 15. März 1995 vergeben und steht unter Verwaltung der Nigeria Internet Registration Association (NIRA) in Victoria Island.

## Geschichte
Das Yaba College of Technology war zunächst für .ng verantwortlich, während der technische Betrieb vom Instituto per le Applicazioni Telematiche in Italien durchgeführt wurde, das auch an .it beteiligt ist. Im Jahr 2004 wurde .ng schließlich an die National Information Technical Development Agency übertragen, welche die Top-Level-Domain jedoch ebenfalls nicht aktiv nutzte und von der ICANN kritisiert wurde.
Erst seit 2009 war die NIRA für .ng verantwortlich, ab März konnten Domains automatisiert registriert werden. Der Neustart der Endung wurde zuvor verschoben, damit sich Bürger des Landes länger auf die Einführung von .ng vorbereiten konnten. Die Gebühren für eine .ng-Domain auf zweiter Ebene betrugen zunächst mehrere Tausend US-Dollar, sodass nur wenige Unternehmen von der Möglichkeit Gebrauch machten. Unter anderem meldete Google Inc. die Domains google.ng und youtube.ng an.
Ab Einführung existierten Second-Level-Domains wie .org.ng, erst ab Oktober 2011 wurde .ng für die Allgemeinheit beworben. Dennoch waren .ng-Domains in Nigeria vergleichsweise unbeliebt, stattdessen wurden häufig .com und .co.uk genutzt. Diese veränderte sich jedoch im Laufe der Jahre. Wurden 2016  erst rund 18.000 .ng-Top-Level-Domains genutzt, stieg diese Zahl bis Mai 2023 auf 193.085.

## Eigenschaften
Insgesamt darf eine .ng-Domain zwischen drei und 63 Zeichen lang sein. Die Registrierung wird im Unterschied zu anderen länderspezifischen Top-Level-Domains vergleichsweise langsam durchgeführt und benötigt bis zu sieben Tage. Neben alphanumerischen Zeichen unterstützt .ng auch internationalisierte Domainnamen für diverse Sprachen, inklusive deutscher Umlaute.